# Wereldkampioenschappen baanwielrennen para-cycling 2020
De wereldkampioenschappen baanwielrennen para-cycling 2020 werden van 30 januari tot en met 2 februari 2020 gehouden in het Mattamy National Cycling Centre in de Canadese stad Milton. 

## Belgische deelnemers
De Belgische selectie voor het wereldkampioenschap ziet er als volgt uit:
- Mannen: Ewoud Vromant C2, Diederick Schelfhout C3, Niels Verschaeren C5
- Vrouwen: Griet Hoet met Anneleen Monsieur tandem

## Nederlandse deelnemers
- Mannen: Stijn Boersma C3, Daniel Abraham Gebru C5, Martin van de Pol C5, Tristan Bangma met Patrick Bos tandem,Vincent ter Schure met Timo Fransen tandem
- Vrouwen: Alyda Norbruis C2, Caroline Groot C5, Larissa Klaassen met Imke Brommer tandem

## Programma

### Gemengd

#### Tandem
| Datum      | onderdeel        | Land      | Goud                                                            | Land  | Zilver                                                               | Land        | Brons                                                             |
| ---------- | ---------------- | --------- | --------------------------------------------------------------- | ----- | -------------------------------------------------------------------- | ----------- | ----------------------------------------------------------------- |
| 30 januari | teamsprint, 750m | Nederland | Larissa Klaassen, Imke Brommer Vincent ter Schure, Timo Fransen | Polen | Angelika Biedrzycka, Edyta Jasinska Adam Brzozowski, Kamil Kuczynski | Griekenland | Eleni Kalatzi, Argyro Milaki Christos Sandalakis, Sotirios Bretas |

#### C1 tot C5
| Datum      | onderdeel        | Land  | Goud                                                    | Land                | Zilver                                                                 | Land             | Brons                                           |
| ---------- | ---------------- | ----- | ------------------------------------------------------- | ------------------- | ---------------------------------------------------------------------- | ---------------- | ----------------------------------------------- |
| 2 februari | teamsprint, 750m | China | Li Zhangyu Wu Guoqing Lai Shanzhang Xie Hao Tan Zeqiang | Verenigd Koninkrijk | Louis Rolfe Jody Cundy Jon-Allan Butterworth Kadeena Cox Jaco Van Gass | Verenigde Staten | Joseph Berenyi Jason Kimball Christopher Murphy |

### Mannen

#### Tandem
| Datum      | onderdeel          | Land                | Goud                           | Land                | Zilver                         | Land      | Brons                                 |
| ---------- | ------------------ | ------------------- | ------------------------------ | ------------------- | ------------------------------ | --------- | ------------------------------------- |
| 31 januari | achtervolging, 4km | Polen               | Marcin Polak, Michal Ladosz    | Verenigd Koninkrijk | Stephen Bate, Adam Duggleby    | Nederland | Vincent ter Schure, Timo Fransen      |
| 1 februari | tijdrit, 1km       | Verenigd Koninkrijk | Neil Fachie, Matthew Rotherham | Verenigd Koninkrijk | James Ball, Lewis Stewart      | Duitsland | Kai-Kristian Kruse, Robert Forstemann |
| 2 februari | sprint             | Verenigd Koninkrijk | James Ball, Lewis Stewart      | Verenigd Koninkrijk | Neil Fachie, Matthew Rotherham | Polen     | Adam Brzozowski, Kamil Kuczynski      |

#### C1
| Datum      | onderdeel          | Land   | Goud                | Land    | Zilver              | Land             | Brons                            |
| ---------- | ------------------ | ------ | ------------------- | ------- | ------------------- | ---------------- | -------------------------------- |
| 30 januari | achtervolging, 3km | China  | Li Zhangyu          | Spanje  | Ricardo Ten Argiles | China            | Liang Weicong                    |
| 31 januari | tijdrit, 1km       | China  | Li Zhangyu          | China   | Liang Weicong       | Spanje           | Ricardo Ten Argiles              |
| 1 februari | scratch            | Spanje | Ricardo Ten Argiles | Rusland | Ivan Ermakov        | Maleisië         | Mohamad Yusof Hafizi Shaharuddin |
| 1 februari | omnium             | Spanje | Ricardo Ten Argiles | China   | Liang Weicong       | Verenigde Staten | Aaron Keith                      |

#### C2
| Datum      | onderdeel          | Land      | Goud                    | Land      | Zilver           | Land      | Brons            |
| ---------- | ------------------ | --------- | ----------------------- | --------- | ---------------- | --------- | ---------------- |
| 30 januari | achtervolging, 3km | België    | Ewoud Vromant           | Frankrijk | Alexandre Leaute | China     | Liang Guihua     |
| 31 januari | tijdrit, 1km       | Frankrijk | Alexandre Leaute        | Canada    | Tristen Chernove | Australië | Gordon Allan     |
| 1 februari | scratch            | Spanje    | Maurice Far Eckhard Tio | Canada    | Tristen Chernove | Frankrijk | Alexandre Leaute |
| 1 februari | omnium             | Frankrijk | Alexandre Leaute        | Canada    | Tristen Chernove | China     | Liang Guihua     |

#### C3
| Datum      | onderdeel          | Land                | Goud           | Land                | Zilver            | Land   | Brons                  |
| ---------- | ------------------ | ------------------- | -------------- | ------------------- | ----------------- | ------ | ---------------------- |
| 30 januari | achtervolging, 3km | Australië           | David Nicholas | Verenigd Koninkrijk | Jaco Van Gass     | Spanje | Eduardo Santas Asensio |
| 31 januari | tijdrit, 1km       | Verenigd Koninkrijk | Jaco Van Gass  | Rusland             | Aleksei Obydennov | Spanje | Eduardo Santas Asensio |
| 1 februari | scratch            | Verenigd Koninkrijk | Jaco Van Gass  | Rusland             | Aleksei Obydennov | Spanje | Eduardo Santas Asensio |
| 1 februari | omnium             | Verenigd Koninkrijk | Jaco Van Gass  | Rusland             | Aleksei Obydennov | Spanje | Eduardo Santas Asensio |

#### C4
| Datum      | onderdeel          | Land                | Goud          | Land             | Zilver             | Land     | Brons              |
| ---------- | ------------------ | ------------------- | ------------- | ---------------- | ------------------ | -------- | ------------------ |
| 30 januari | tijdrit, 1km       | Verenigd Koninkrijk | Jody Cundy    | Slowakije        | Jozef Metelka      | Roemenië | Carol-Eduard Novak |
| 1 februari | achtervolging, 4km | Slowakije           | Jozef Metelka | Roemenië         | Carol-Eduard Novak | Ierland  | Ronan Grimes       |
| 2 februari | scratch            | Slowakije           | Jozef Metelka | Verenigde Staten | Jason Macom        | Rusland  | Sergei Pudov       |
| 2 februari | omnium             | Slowakije           | Jozef Metelka | Verenigde Staten | Jason Macom        | Roemenië | Carol-Eduard Novak |

#### C5
| Datum      | onderdeel          | Land      | Goud                   | Land             | Zilver                   | Land                | Brons                    |
| ---------- | ------------------ | --------- | ---------------------- | ---------------- | ------------------------ | ------------------- | ------------------------ |
| 30 januari | tijdrit, 1km       | Spanje    | Alfonso Cabello Llamas | Verenigde Staten | Christopher Murphy       | Frankrijk           | Dorian Foulon            |
| 1 februari | achtervolging, 4km | Frankrijk | Dorian Foulon          | Brazilië         | Lauro Cesar Mouro Chaman | Verenigd Koninkrijk | Jonathan Gildea          |
| 2 februari | scratch            | Australië | Alistair Donohoe       | Nederland        | Daniel Abraham Gebru     | Brazilië            | Lauro Cesar Mouro Chaman |
| 2 februari | omnium             | Frankrijk | Dorian Foulon          | Brazilië         | Lauro Cesar Mouro Chaman | Oekraïne            | Jehor Dementjev          |

### Vrouwen

#### Tandem
| Datum      | onderdeel          | Land                | Goud                          | Land      | Zilver                              | Land             | Brons                          |
| ---------- | ------------------ | ------------------- | ----------------------------- | --------- | ----------------------------------- | ---------------- | ------------------------------ |
| 31 januari | achtervolging, 3km | Nieuw-Zeeland       | Emma Foy, Hannah Van Kampen   | Ierland   | Katie-George Dunlevy, Eve McCrystal | België           | Griet Hoet, Anneleen Monsieur  |
| 1 februari | tijdrit, 1km       | Verenigd Koninkrijk | Sophie Thornhill, Helen Scott | Nederland | Larissa Klaassen, Imke Brommer      | Nieuw-Zeeland    | Emma Foy, Hannah Van Kampen    |
| 2 februari | sprint             | Verenigd Koninkrijk | Sophie Thornhill, Helen Scott | België    | Griet Hoet, Anneleen Monsieur       | Verenigde Staten | Stephanie Zundel, Heather Gray |

#### C1
| Datum      | onderdeel          | Land  | Goud         | Land | Zilver | Land | Brons |
| ---------- | ------------------ | ----- | ------------ | ---- | ------ | ---- | ----- |
| 30 januari | achtervolging, 3km | China | Qian Wangwei |      |        |      |       |
| 31 januari | tijdrit, 500m      | China | Qian Wangwei |      |        |      |       |
| 1 februari | scratch            | China | Qian Wangwei |      |        |      |       |
| 1 februari | omnium             | China | Qian Wangwei |      |        |      |       |

#### C2
| Datum      | onderdeel          | Land      | Goud          | Land          | Zilver           | Land      | Brons            |
| ---------- | ------------------ | --------- | ------------- | ------------- | ---------------- | --------- | ---------------- |
| 30 januari | achtervolging, 3km | China     | Zeng Sini     | Nieuw-Zeeland | Sarah Ellington  | Duitsland | Maike Hausberger |
| 31 januari | tijdrit, 500m      | Australië | Amanda Reid   | Nederland     | Alyda Norbruis   | China     | Song Zhenling    |
| 1 februari | scratch            | Australië | Amanda Reid   | Duitsland     | Maike Hausberger | China     | Song Zhenling    |
| 1 februari | omnium             | China     | Song Zhenling | Duitsland     | Maike Hausberger | China     | Zeng Sini        |

#### C3
| Datum      | onderdeel          | Land             | Goud         | Land             | Zilver       | Land      | Brons            |
| ---------- | ------------------ | ---------------- | ------------ | ---------------- | ------------ | --------- | ---------------- |
| 30 januari | achtervolging, 3km | Australië        | Paige Greco  | Verenigde Staten | Clara Brown  | Duitsland | Denise Schindler |
| 31 januari | tijdrit, 500m      | Verenigde Staten | Clara Brown  | China            | Wang Xiaomei | Japan     | Keiko Sugiura    |
| 1 februari | scratch            | China            | Wang Xiaomei | Verenigde Staten | Clara Brown  | Ierland   | Richael Timothy  |
| 1 februari | omnium             | Verenigde Staten | Clara Brown  | China            | Wang Xiaomei | Duitsland | Denise Schindler |

#### C4
| Datum      | onderdeel          | Land      | Goud            | Land                | Zilver         | Land             | Brons          |
| ---------- | ------------------ | --------- | --------------- | ------------------- | -------------- | ---------------- | -------------- |
| 30 januari | tijdrit, 500m      | Canada    | Kate O'Brien    | Verenigd Koninkrijk | Kadeena Cox    | China            | Ruan Jianping  |
| 1 februari | achtervolging, 3km | Australië | Emily Petricola | Australië           | Meg Lemon      | Verenigde Staten | Shawn Morelli  |
| 1 februari | scratch            | Australië | Emily Petricola | China               | Ruan Jianping  | Verenigde Staten | Samantha Bosco |
| 1 februari | omnium             | Australië | Emily Petricola | Verenigde Staten    | Samantha Bosco | China            | Ruan Jianping  |

#### C5
| Datum      | onderdeel          | Land                | Goud           | Land                | Zilver              | Land                | Brons          |
| ---------- | ------------------ | ------------------- | -------------- | ------------------- | ------------------- | ------------------- | -------------- |
| 30 januari | tijdrit, 500m      | Nederland           | Caroline Groot | Frankrijk           | Marie Patouillet    | Verenigd Koninkrijk | Sarah Storey   |
| 1 februari | achtervolging, 3km | Verenigd Koninkrijk | Sarah Storey   | Verenigd Koninkrijk | Crystal Lane-Wright | Nieuw-Zeeland       | Nicole Murray  |
| 1 februari | scratch            | Verenigd Koninkrijk | Sarah Storey   | Verenigd Koninkrijk | Crystal Lane-Wright | Nederland           | Caroline Groot |
| 1 februari | omnium             | Verenigd Koninkrijk | Sarah Storey   | Frankrijk           | Marie Patouillet    | Nederland           | Caroline Groot |